# مريم بيريس
مريم بيريس (بالبرتغالية: Miriam Pires‏) هي ممثلة برازيلية، ولدت في 20 أبريل 1926 في ريو دي جانيرو في البرازيل، وتوفي بنفس المكان في 7 سبتمبر 2004 بسبب داء المقوسات.

## أعمال

### أفلام
- قبلة المرأة العنكبوت

## وصلات خارجية
- مريم بيريس على موقع IMDb (الإنجليزية)
- مريم بيريس على موقع ألو سيني (الفرنسية)
- مريم بيريس على موقع أول موفي (الإنجليزية)
- مريم بيريس على موقع قاعدة بيانات الأفلام السويدية (السويدية)
- مريم بيريس على موقع قاعدة بيانات الفيلم (الإنجليزية)
- مريم بيريس على موقع كينوبويسك (الروسية)